# 유키미 다이후쿠

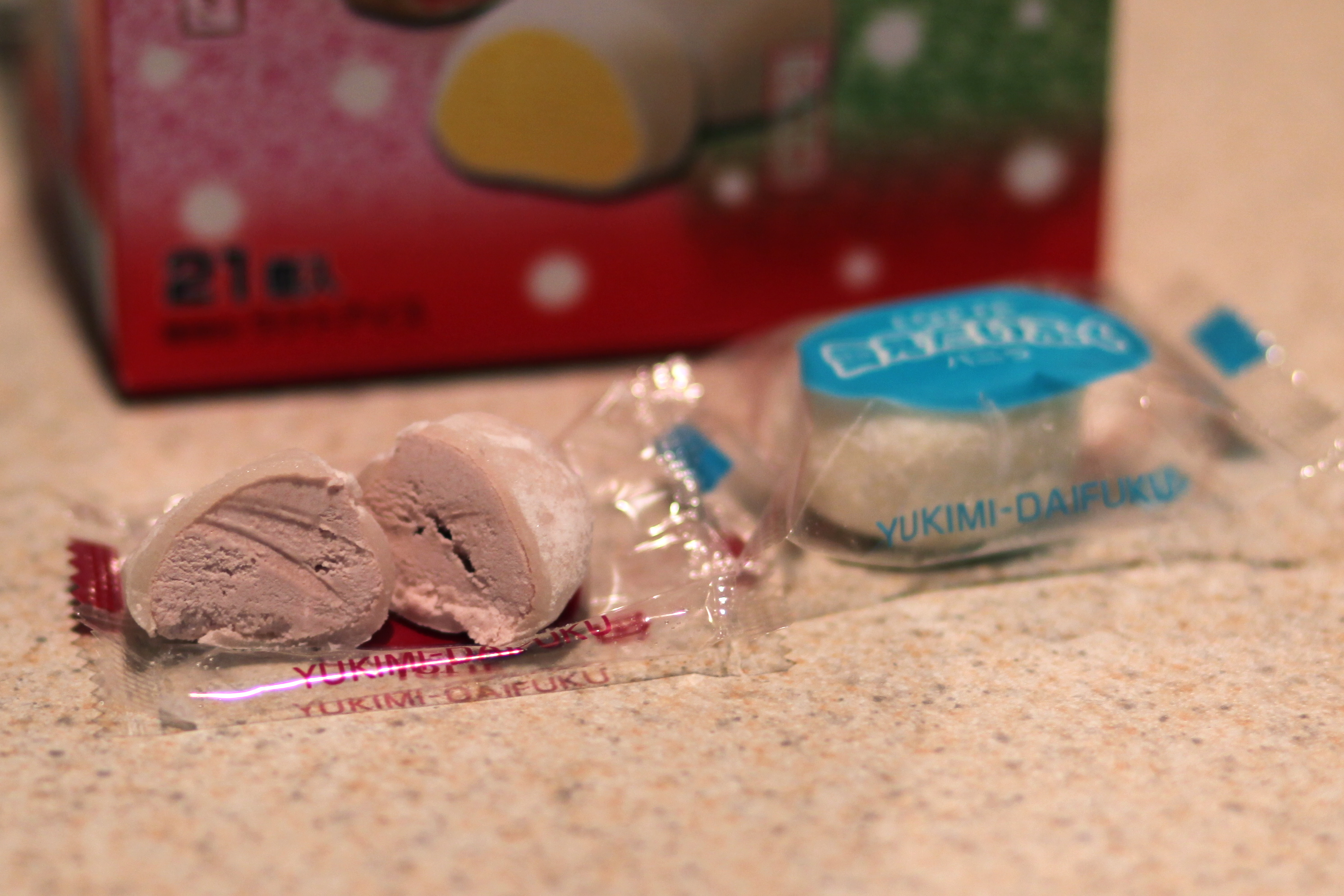
유키미다이후쿠
2009년 패키지 디자인 이미지

유키미 다이후쿠(일본어: 雪見だいふく)는 1981년 10월에 롯데가 일본에서 출시한 빙과로, 1985년 이후 롯데 아이스에서 판매하고 있다. 아이스크림 외부를 얇은 ‘규히’(求肥)라는 찹쌀떡을 감싸고 찹쌀떡처럼 둥글게 만든 빙과이다. 사용되는 아이스크림은 바닐라 맛이 기본이지만, 한정 생산으로는 다른 맛으로도 판매되는 일도 있다. 대한민국에서는 〈찰떡아이스〉라는 이름으로 판매되고 있다.

## 같이 보기
- 모찌 아이스크림
- 스노 스킨 문케이크